# Андрющенко Анатолій Анатолійович
Анатолій Анатолійович Андрющенко (нар. 5 січня 1975, Луганськ, УРСР) — український футболіст, виступав на позиції захисника.

## Життєпис
Вихованець луганського спортінтернату. Перші тренери — В. Д. Добіжа та С. А. Черних. У дорослому футболі дебютував 1992 року в команді «Вагонобудівник» (Стаханов).
1993 року корінний луганчанин, Андрющенко, переїхав до Кривого Рогу, де в той час одні тільки преміальні за декілька матчів були більші, ніж заробітна плата в «Зорі». Однак через деякий час на запрошення Анатолія Куксова Андрющенко стає гравцем «Зорі». У луганській команді продовжувалися затримки з виплатою заробітної плати. Генеральний спонсор клубу — компанія «МАЛС» у другому колі сезону 1995/96 років поступово перестала його фінансувати.
1997 року грав за «Торпедо» (Арзамас) з Росії, а в січні 1998 виїхав до Польщі, де виступав за клуб другої ліги «Хемік» із Полиць.
Пізніше грав у Білорусі, де у складі команди «Динамо» (Мінськ) став бронзовим призером чемпіонату Білорусі 2000 року.
2002 року повернувся в «Зорю», яка виступала на той час вже в другій лізі. Допоміг рідній команді стати переможницею другої ліги чемпіонату України 2002/03. Завершив кар'єру гравця 2007 року в аматорському колективі «Агата» (Луганськ).